# Leboncoin
Pour les articles homonymes, voir LBC.
Leboncoin est un site web français de petites annonces, fondé en 2006 par l'entreprise norvégienne Adevinta, spécialisée dans les petites annonces. La société exploitante porte le nom de LBC France.
Pour les échanges entre particuliers, son modèle économique repose sur les frais liés aux services sécurisés mis à la disposition des utilisateurs (paiement, livraison...) et les options de mise en avant (photos supplémentaires sur certaines catégories, par exemple).

## Histoire
En 1996, Henrik Nordström, un informaticien habitant la Scanie, une région du sud de la Suède, crée le site web Blocket.se (sv), une plateforme de commerce électronique entre particuliers.
En 2003, l'éditeur norvégien Schibsted débourse 19 millions d’euros pour acquérir la plateforme dont l'audience s'est étendue à tout le territoire suédois,. Trois ans plus tard, afin d'implanter son service en France, Schibsted scelle un partenariat avec Spir Communication, filiale du groupe Sipa - Ouest-France et acteur du secteur de la presse gratuite d'annonces.
Le nom Leboncoin, de la version française du site suédois blocket.se, est adopté après un sondage auprès de 400 internautes français. Il s'ajoute à une liste de trente déclinaisons internationales du site suédois (Italie, Espagne, Hongrie, Inde, Brésil, etc.).
En 2010, Schibsted devient l'unique propriétaire du site d'annonces, rentable depuis 2009,. L'année suivante, avec 13,7 millions de visiteurs uniques en octobre 2011, Leboncoin, qui emploie une trentaine de salariés et affiche un chiffre d'affaires (CA) d'environ quarante millions d'euros, se hisse parmi les quinze sites internet les plus visités en France, devant le site de vente aux enchères américain eBay. En 2013, son CA atteint 124,3 millions d’euros et son effectif salarial 200 personnes,.
À la fin de 2014, la plateforme de commerce en ligne met fin à la gratuité d'insertion d'annonces pour les utilisateurs professionnels ; plus de 500 000 offres sont retirées du site en un mois. Le 15 septembre 2016, Leboncoin souffle sa dixième bougie, au Palais Brongniart, à Paris, en présence de François Hollande, alors président de la République française en exercice.
En octobre 2016, Leboncoin fait l'acquisition d'Agriaffaires, un site de petites annonces de matériel agricole, présent dans plus de vingt pays, ainsi que du site d'annonces immobilières À vendre à louer, propriété de Solocal.
En 2017, la place de marché Leboncoin enregistre 110 millions de transactions commerciales (hors annonces immobilières), d'un montant total de 27 milliards d'euros, en augmentation de plus de 28 % par rapport à l'année précédente. Le site, classé 6e par Médiamétrie et dont le CA se monte à 257,4 millions d'euros, se place deuxième, derrière Airbnb, dans le domaine de la location de vacances entre particuliers.
En novembre 2018, Leboncoin achète le site Videdressing, créé en 2009 et spécialisé dans la revente de vêtements et d'accessoires de seconde main.
Début 2019, après la scission du groupe Schibsted, Leboncoin passe sous la coupe d'une nouvelle entité nommée Adevinta.
Début juin 2019, Leboncoin achète Paycar, une solution de paiements certifiés pour les transactions liées aux voitures d'occasion, ainsi que Locasun, un site de réservation de résidences et de locations de vacances.
En septembre 2019, Leboncoin acquiert le groupe L'Argus, spécialisé dans les données des véhicules d’occasion.
Le 21 juillet 2020, Adevinta, la maison mère de Leboncoin, annonce l'achat d'eBay Classifieds Group, la branche petites annonces d'eBay pour huit milliards d'euros. La transaction comprend une cession à eBay de 44 % du capital en actions de l'entreprise norvégienne, spécialisée dans les annonces en ligne. En 2019, les deux groupes mondiaux représentaient un chiffre d'affaires total de 1,57 milliard d'euros.
En 2022, il est le deuxième site le plus visité sur le web français. En février de la même année, il est annoncé une suppression de 110 emplois en France, cela dans le cadre d'une suppression de 5% des 7500 postes du groupe international.
Le 21 septembre 2023, l'entreprise annonce qu'elle met fin à la vente des animaux sauvages et des animaux de compagnie exotiques via son site et, selon leur communiqué, qu'elle va se recentrer sur « les espèces domestiques ».

## Le site

### Fonctionnement
Leboncoin est une plateforme de consommation qui met en relation des professionnels comme des particuliers en France, souhaitant donner, vendre, louer ou acheter des biens ou services.
Son modèle économique repose sur la gratuité de son service uniquement pour les particuliers pour déposer leur annonce, la perception de montants fixes et variables sur chaque transaction opérée sur le site, la déclaration de ces ventes auprès du fisc (2018), la concurrence avec les commerces existants, la revente d'objets d'occasion ou neufs sans contrôle de contrefaçon hors signalements d'internautes, idem pour les annonces frauduleuses ou illégales, et la localisation géographique de l'offre et la demande. La consultation du site est accessible sans inscription préalable ; des fonctions optionnelles sont payantes (options de visibilité rendues accessibles selon la stratégie commerciale dite du « freemium ».).
Le dépôt d'annonces est facturé pour les professionnels et les annonceurs publicitaires payent pour diffuser leurs messages sur les pages du site,. Si Leboncoin se réclame du statut d’hébergeur de contenus, le site se pose, depuis 2018, comme tiers de confiance dans les transactions de biens de consommation et la location de vacances, en devenant un intermédiaire de paiement en ligne via un partenariat avec l'entreprise néerlandaise Adyen, spécialisée dans le paiement électronique. De la même façon, son rôle fiscal a été légalement étendu à la déclaration du nombre de transactions et montants. Depuis cette date, l'entreprise mène campagne de collecte de documents d'identités et, si possible bancaires également, individuels. À ce sujet, plusieurs problèmes de sécurisation de données ont été régulièrement relevés.

### Catégories
Les personnes utilisatrices du site leboncoin.fr peuvent diffuser des petites annonces présentant des biens matériels (voitures, meubles, vêtements, immobilier, etc.), des services (ex. : locations de vacances) ou des offres d’emplois,.

## Analyse économique et sociologique

### Fréquentation
D'après une enquête réalisée par Médiamétrie en octobre 2012, Leboncoin serait le deuxième site web le plus populaire en France en temps passé par ses utilisateurs, derrière Facebook et devant Google. Début 2017, Leboncoin totalise, selon Le Figaro Magazine, une audience mensuelle de 28 millions de visiteurs uniques. Il est le quatrième site le plus visité de France après Google, Facebook et YouTube.
Le 7 février 2021, le site enregistre 20,4 millions de visites pendant la journée.

### Analyse sociologique
En janvier 2013, le journal Le Monde consacre trois pages au « phénomène » Leboncoin  et propose une analyse sociologique de son succès, spécifiquement en France. À cette occasion, le sociologue Alain Caillé estime que le site recrée du lien social de proximité sur internet, et constitue un espace de reconstitution de la solidarité nationale. Il est rejoint en cela par l'historien Jacques Le Goff, qui compare son rôle économique et social à celui des foires médiévales : 

« D'une certaine façon, Leboncoin est au XXIe siècle ce que la foire était au Moyen Âge. À cette époque, il n'y avait pas tellement de boutiques, ni en ville ni à la campagne. Le grand centre où les gens se procuraient de tout, c'était les foires. […] J'analyse plutôt l'essor du Bon Coin comme une expression de la « débrouillardise » française. C'est cet état d'esprit qui a attiré un nombre incalculable de gens vers Paris très tôt. […] Le site démocratise l'acquisition de produits dont une grande partie du prix peut être liée aux intermédiaires. Il propose un retour à la vie de qualité médiévale, avec convivialité et entraide. Il apparaît également très efficace sur le marché de l'immobilier, de l'automobile et de l'emploi, ce dernier point étant particulièrement important actuellement. »

## Identités visuelles

Logos
De 2006 à 2016.
De 2016 à 2019.
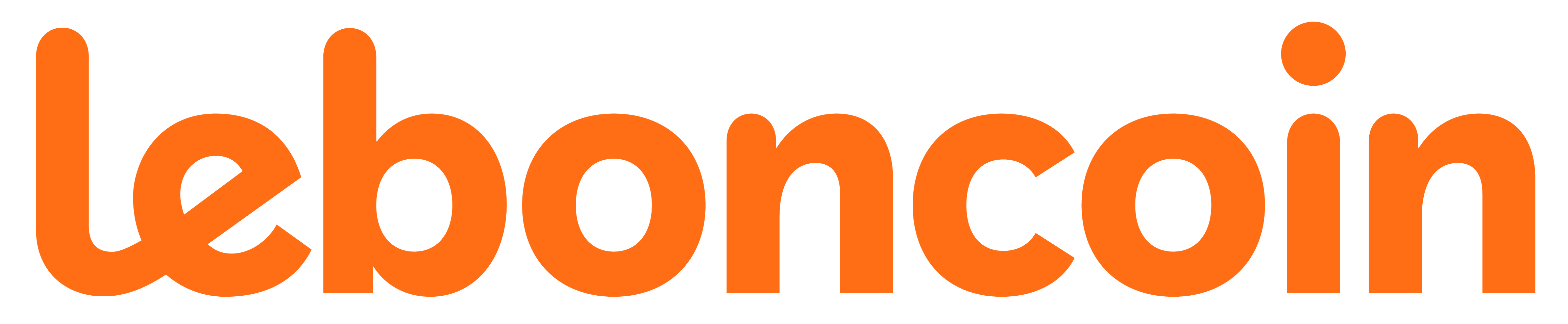
Depuis 2019.

## Controverses

### Faits divers
En 2012, l'assassinat par Mohammed Merah d'un militaire est élucidé grâce à l'identification de l'adresse IP de l'ordinateur du tueur. Celui-ci avait consulté une annonce mise en ligne sur leboncoin.fr par la future victime. Sur réquisition judiciaire, la liste de toutes les connexions établies sur la page web est livrée aux enquêteurs par l'hébergeur.

### Arnaques
En décembre 2015, deux escrocs qui utilisaient le site pour se faire payer des commandes qu'ils n'honoraient jamais sont condamnés à huit mois de prison ferme et à indemniser leurs victimes à hauteur de 5 666 euros. Malgré les contrôles automatiques mis en place par l'entreprise, les internautes qui utilisent ses services ne sont pas à l'abri d'escroquerie, telle que l'arnaque nigériane.

### Fuite de données personnelles
Le 16 et 17 mars 2024, le site Leboncoin rencontre des problèmes techniques qui entraîne l'affichage de données personnelles (noms, les prénoms, les numéros de téléphone et les adresses e-mail) de certains acheteurs dans la messagerie interne entre les utilisateurs. La plateforme assure que seuls les vendeurs avec lesquels les acheteurs sont alors en contact direct ont pu consulter ces données. Leboncoin a signalé l'incident technique à la Commission nationale de l'informatique et des libertés (CNIL) .

## Affaires judiciaires

### Contrôle des annonces
En décembre 2015, Leboncoin est condamné, à la suite de la plainte de la société Goyard, par le tribunal de grande instance de Paris pour publicité mensongère pour la mention d'un contrôle préalable de conformité à la loi des annonces avant mise en ligne. Cette affaire faisait suite à un refus par Leboncoin de retirer des annonces de vente de maroquinerie de contrefaçon.

### Redressement fiscal
En octobre 2023, la société verse 39 millions d’euros au fisc français dans le cadre de la taxe sur les services numériques.